# Diều hâu Gundlach
Accipiter gundlachi là một loài chim trong họ Accipitridae.